# Orsett
Orsett – wieś w Anglii, w hrabstwie ceremonialnym Essex, w dystrykcie (unitary authority) Thurrock. Leży 27 km na południe od miasta Chelmsford i 35 km na wschód od Londynu. W 2019 miejscowość liczyła 1257 mieszkańców.